# Franc Maučec
Franc Maučec, slovenski hokejist na travi, * 3. junij 1977, Murska Sobota. 
Franc Maučec je eden najboljših slovenskih hokejistov na travi vseh časov. Največje uspehe dosega z matičnim klubom HK Lipovci, je kapetan Slovenske reprezentance v hokeju na travi, za katero je zbral največ nastopov in dosegel tudi največ zadetkov. 

## Igralska kariera
S hokejem na travi se je začel ukvarjati že v rani mladosti in sicer v domačem hokejskem klubu Lipovci. Kot izredno talentiran igralec, se je že s petnajstimi leti prebil v člansko ekipo in z njo leta 1993 osvojil tudi svoj prvi naslov državnih prvakov  Slovenije. Še istega leta, je pri samo šestnajstih letih, na Panonskem pokalu, prvič oblekel dres z državnim grbom. Na začetku kariere je igral na mestu srednjega napadalca in bil s svojimi zadetki ključen igralec HK Lipovci, ki so med letoma 1993 in 2000 osvojili osem zaporednih naslovov državnega prvaka. V tem obdobju je bil kar petkrat najboljši strelec državnega prvenstva.
Leta 1997 se je z Lipovčani prvič udeležil evropskega klubskega prvenstva skupine C na Švedskem in v štirih tekmah dosegel tri zadetke.  Istega leta, je bil nato proglašen za najboljšega športnika občine Beltinci. Leta 2000 je kot posojen igralec, na evropskem klubskem pokalnem prvenstvu skupine C, oblekel dres HK Moravske Toplice. Na tem prvenstvu je prvič zablestel tudi na evropskih klubskih prvenstvih in bil s sedmimi zadetki, glavni razlog za osvojitev tretjega mesta in s tem prve slovenske medalje, na mednarodnih klubskih tekmovanjih v hokeju na travi.
Z menjavo generacije v klubu, se je preselil v obrambo, na mesto prostega branilca, kljub temu pa predvsem iz prekinitev še vedno ostal strah in trepet  vratarjev. Od leta 2003 do 2016, je s HK Lipovci osvojil vse naslove državnega in pokalnega prvaka v hokeju na travi ter bil le dvakrat poražen na državnem prvenstvu v dvoranskem hokeju. Do februarja 2016 je tako s klubom osvojil enaindvajset naslovov državnega prvaka v hokeju na travi, dvanajst naslovov pokalnih zmagovalcev in trinajst naslovov v dvoranskem hokeju. S tem je absolutni rekorder po številu naslovov med hokejisti na travi v Sloveniji. 
Ob vseh teh uspehih je bil skupno, kar devetkrat najboljši strelec državnih prvenstev in dvakrat najboljši strelec dvoranskih prvenstev. Za najboljšega igralca državnih prvenstev je bil proglašen le dvakrat. Razlog je v tem, da se omenjeni naslovi, z izjemo leta 1993, podeljujejo šele od leta 2005 naprej in številka teh proglasitev bi bila v nasprotnem primeru gotovo precej višja. Na dvoranskih prvenstvih je bil za najboljšega igralca izbran trikrat. 
Leta 2003 je z matičnim klubom začel dosegati tudi mednarodne uspehe in na evropskem klubskem pokalnem prvenstvu skupine C osvojil tretje mesto. Leta 2004 je osvojil novo ustanovljeno Interligo in bil kljub temu, da je igral na mestu branilca, z devetimi zadetki, tudi prvi strelec tega tekmovanja. Istega leta je nato z odličnimi igrami pripomogel še k osvojitvi evropskega klubska prvenstva skupine C v beloruskem Brestu. Interligo je nato osvojil še šestkrat, štirikrat zapored v letih 2005 do 2008 in nato še leta 2011 in 2012.    Prav tako je leta 2006 s klubom ponovno zmagal, na evropskem klubskem prvenstvu skupine C v Zagrebu. Po preoblikovanju tekmovanja je leta 2008 osvojil evropsko klubsko prvenstvo skupine Challenge III in nato leta 2009 še skupine Challenge II. Leta 2010 pa je z odličnimi igrami ključno pripomogel, k temu da si je klub zagotovil obstanek v skupini Challenge I. Zadnjo mednarodno indvidualno lovoriko je prejel v sezoni 2011/2012, ko je bil proglašen za najboljšega igralca Interlige. V letu 2012 je bil ponovno uspešen na evropskih klubskih prvenstvih in skupaj s klubom v Atenah dosegel drugo zmago v skupini Challenge II. 
Uspešno je nastopal tudi na mednarodnih tekmovanjih v dvoranskem hokeju. Leta 2008 je v bolgarskem Gabrovu zmagal na evropskem klubskem prvenstvu Challenge II in bil hkrati proglašen tudi za najboljšega obrambnega igralca turnirja. Februarja 2014 je v srbski Banji Kanjiži ponovil uspeh izpred šestih let in ponovno osvojil evropsko dvoransko klubsko prvenstvo Challenge II. Leta 2010 je osvojil tudi Interligo v dvoranskem hokeju.
Za slovensko reprezentanco v hokeju na travi je v obdobju med 1993 in 2010 odigral oseminpetdeset tekem in v tem obdobju manjkal na le sedmih tekmah. Panonskega pokala se je udeležil kar štirinajstkrat in je v tem pogledu absolutni rekorder med vsemi igralci. Največji uspeh z reprezentanco je dosegel leta 2007, ko je Slovenija osvojila evropsko prvenstvo skupine Challenge II.

## Ostalo
Leta 2010 je, kot sicer uspešen obrtnik, prevzel mesto predsednika HK Lipovci in s tem postal deseti predsednik v zgodovini kluba.